# Drama (album, Yes)
Drama je desáté studiové album britské progresivní rockové skupiny Yes. Jeho nahrávání probíhalo od dubna do června 1980 a vyšlo v srpnu téhož roku u vydavatelství Atlantic Records. Jde o první album skupiny, na kterém se nepodílel zpěvák Jon Anderson. Hlavní vokály zde zpíval Trevor Horn, který byl rovněž producentem alba. Autorem obalu alba je Roger Dean.

## Seznam skladeb
Autory všech skladeb jsou Geoff Downes, Trevor Horn, Steve Howe, Chris Squire a Alan White.
| Pořadí | Název                  | Délka |
| ------ | ---------------------- | ----- |
| 1.     | Machine Messiah        | 10:27 |
| 2.     | White Car              | 1:21  |
| 3.     | Does It Really Happen? | 6:35  |
| 4.     | Into the Lens          | 8:33  |
| 5.     | Run Through the Light  | 4:43  |
| 6.     | Tempus Fugit           | 5:15  |

## Obsazení
- Trevor Horn – zpěv, bezpražcová baskytara
- Steve Howe – kytara, doprovodný zpěv
- Chris Squire – baskytara, klavír, doprovodný zpěv
- Geoff Downes – klávesy, vokodér, doprovodný zpěv
- Alan White – bicí, perkuse, doprovodný zpěv